# Jean Osy
Le baron Jean Joseph Renier Osy, né à Rotterdam le 31 janvier 1792 et mort à Deurne le 21 juin 1866, est un banquier et homme politique belge.

## Biographie
Jean Osy est le fils de Corneille Osy de Zegwaart. Marié à Marie Jeanne de Knyff, il est le père d'Édouard Osy de Zegwaart et le beau-père de John Cogels (nl).
Il est président de la banque d'Anvers et de la chambre de commerce d’Anvers.
Membre du conseil de régence d'Anvers, il est présent lors des combats d'Anvers de la révolution belge et est l'un des négociateurs de la reddition de la ville le 27 octobre 1830, juste avant le bombardement. 
Il est membre du Congrès national belge de 1830 à 1831, membre de la Chambre des représentants de Belgique de 1831 à 1833 et de 1841 à 1857, et sénateur de 1862 à 1866.